# Zachodnia intensyfikacja prądów morskich

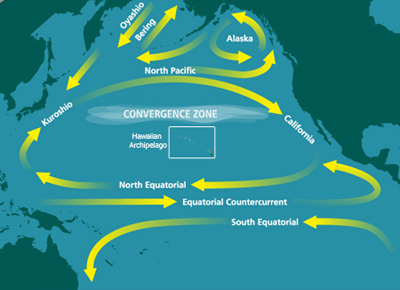
Schemat cyrkulacji Północnego Pacyfiku z zaznaczonymi głównymi prądami oceanicznymi

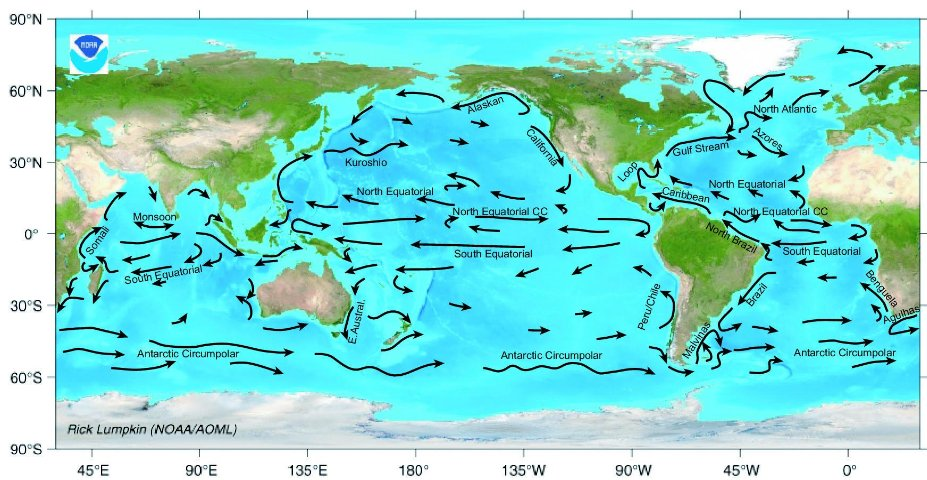
Powierzchniowe prądy oceaniczne – według NOAA

Zachodnia intensyfikacja prądów morskich – zjawisko przejawiające się wzmocnieniem zachodnich ramion prądów oceanicznych w ramach cyrkulacji oceanicznej. Prądy płynące wzdłuż wybrzeży po zachodniej stronie oceanów są znacznie silniejsze, głębsze i przechodzą przez węższe przekroje poprzeczne niż prądy występujące u wschodnich brzegów.

## Historia odkrycia
Zjawisko nazwał, opisał i wyjaśnił amerykański oceanograf Henry Stommel w opublikowanym w  roku 1948 artykule „The Westward Intensification of Wind-Driven Ocean Currents” (ang. – Zachodnia intensyfikacja prądów oceanicznych wywoływanych przez wiatry.). W artykule tym rozpatrzył kilka modeli matematycznych, opisujących  kierunki i siłę prądów morskich w oparciu o wybrane parametry (brak, stała lub zmienna siła Coriolisa,  kierunek wiatrów, układ wybrzeży i tarcie). Stwierdził on, że w modelach nieuwzględniających siły Coriolisa lub ze stałą siłą Coriolisa, wzorzec cyrkulacji jest symetryczny i nie ma różnic pomiędzy wschodnimi i zachodnimi ramionami prądów oceanicznych, natomiast z modeli uwzględniających południkowy gradient siły Coriolisa wynika, że masy wód mają tendencję do „spiętrzania” u zachodnich krańców modelowanego basenu oceanicznego.

## Porównanie wschodnich i zachodnich prądów oceanicznych[3]
| Typ prądu       | Przykłady                                                                                        | Ogólne właściwości                                                                    | Prędkość                       | Objętość transportowanej wody (miliony m³/s) | Cechy szczególne |
| --------------- | ------------------------------------------------------------------------------------------------ | ------------------------------------------------------------------------------------- | ------------------------------ | -------------------------------------------- | --- |
| Prądy zachodnie | Golfsztrom, Kuro Siwo, Prąd Brazylijski, Prąd Agulhas, Prąd Wschodnioaustralijski                | Ciepła woda; wąskie (< 100 km); głębokie (znaczący transport wody do głębokości 2 km) | Szybkie (kilkaset km/dzień)    | Duża (zwykle powyżej 50 sv)                  | Ostra granica oddzielająca od systemów cyrkulacji przybrzeżnej; brak upwellingu przybrzeżnego; wody ubogie w biogeny; wody kierowane przez pasaty                                           |
| Prądy wschodnie | Prąd Kanaryjski, Prąd Benguelski, Prąd Kalifornijski, Prąd Humboldta, Prąd Zachodnioaustralijski | Zimna woda; szerokie (~ 1,000 km); płytkie (< 500 m)                                  | wolne (kilkadziesiąt km/dzień) | Mała (ok. 10–15 sv)                          | Rozmyta granica oddzielająca od systemów cyrkulacji przybrzeżnej; częsty upwelling, wody bogate w biogeny; wody kierowane przez cyrkulację wiatrową umiarkowanych szerokości geograficznych |

## Opis i przyczyny zjawiska
Zachodnia intensyfikacja prądów jest związana z:
- wzrostem siły Coriolisa wraz z szerokością geograficzną
- zmieniającą się siłą i kierunkiem wiatrów (pasatów, wiatrów zachodnich i wiatrów umiarkowanych szerokości) wraz z szerokością geograficzną
- tarciem pomiędzy lądami a masami wód transportowanymi w prądach oceanicznych.

Stałe wiatry wiejące w strefie międzyzwrotnikowej napędzają masy wód oceanicznych, odchylane przez siłę Coriolisa, na obydwu półkulach w kierunku równika (transport Sverdrupa). Czynniki te powodują spychanie prądów w kierunku zachodniego brzegu oceanów, gdzie woda przemieszcza się z niższych w kierunku wyższych szerokości geograficznych. Powoduje to kompresję mas wód u wybrzeży i wzrost szybkości prądu, skierowanego w kierunku bieguna, tak aby zachowana została równowaga w ramach całkowitej cyrkulacji oceanicznej i wymiany wód pomiędzy wschodnimi i zachodnimi krańcami systemu cyrkulacji. Po wschodniej stronie systemu cyrkulacji, gdzie prądy przemieszczają się z wyższych do niższych szerokości geograficznych, ulegają one poszerzeniu i spłyceniu, prędkość wody maleje, ale całkowita objętość transportowanej wody pozostaje taka sama jak po zachodniej stronie danego systemu cyrkulacji, by zachować równowagę w wymianie wód.
Zjawisko jest zaburzone w południowych akwenach Pacyfiku i Atlantyku, gdzie układ kontynentów powoduje odchylenie przebiegu części mas wody Dryfu Wiatrów Zachodnich, prowadzące do wzmocnienia prądów morskich po wschodniej stronie oceanów (Prądu Humboldta i Prądu Agulhas), podobnie przepływ wód z Pacyfiku do Oceanu Indyjskiego pomiędzy wyspami Indonezji osłabia prądy po zachodniej stronie Pacyfiku.